# Люботинська міська рада
Любо́тинська міська́ ра́да — орган місцевого самоврядування Люботинської міської громади Харківського району Харківської області. Адміністративний центр — місто обласного значення Люботин.
З 1938 до 30 листопада 2020 року Люботинська міська рада була адміністративно-територіальною одиницею та органом місцевого самоврядування Харківської області.

## Історія

### Адміністративний устрій до реформи 2020
- Територія ради: 31,1 км²
- Населення ради: 24 423 осіб (станом на 01.12.2015 р.)
- Територією ради протікає річка Люботинка та річка Мерефа.

До 30 листопада 2020 року Люботинській міській раді підпорядковані населені пункти:
- м. Люботин
- с-ще Байрак
- с-ще Караван
- с-ще Коваленки
- с. Смородське

## Населення
Розподіл населення за віком та статтю (2001):
| Стать | Всього | До 15 років | 15-24 | 25-44 | 45-64 | 65-85 | Понад 85 |
| --- | ------ | ----------- | ----- | ----- | ----- | ----- | -------- |
| Чоловіки | 11 948 | 1890        | 1803  | 3415  | 3205  | 1558  | 77       |
| Жінки | 14 661 | 1763        | 1756  | 3683  | 4001  | 3143  | 315      |
| \| Статево-вікова піраміда \| Статево-вікова піраміда \| Статево-вікова піраміда \| \| ----------------------- \| ----------------------- \| ----------------------- \| \| Чоловіки \| Вік \| Жінки \| \| 77 \| 85 + \| 315 \| \| 112 \| 80-84 \| 367 \| \| 316 \| 75-79 \| 835 \| \| 600 \| 70-74 \| 1094 \| \| 530 \| 65-69 \| 847 \| \| 903 \| 60-64 \| 1385 \| \| 490 \| 55-59 \| 612 \| \| 859 \| 50-54 \| 997 \| \| 953 \| 45-49 \| 1007 \| \| 957 \| 40-44 \| 1065 \| \| 855 \| 35-39 \| 949 \| \| 761 \| 30-34 \| 789 \| \| 842 \| 25-29 \| 880 \| \| 888 \| 20-24 \| 863 \| \| 915 \| 15-20 \| 893 \| \| 894 \| 10-14 \| 834 \| \| 562 \| 5-9 \| 556 \| \| 434 \| 0-4 \| 373 \| |        |             |       |       |       |       |          |
| Статево-вікова піраміда |        |             |       |       |       |       |          |
| Чоловіки | Вік    | Жінки       |       |       |       |       |          |
| 77 | 85 +   | 315         |       |       |       |       |          |
| 112 | 80-84  | 367         |       |       |       |       |          |
| 316 | 75-79  | 835         |       |       |       |       |          |
| 600 | 70-74  | 1094        |       |       |       |       |          |
| 530 | 65-69  | 847         |       |       |       |       |          |
| 903 | 60-64  | 1385        |       |       |       |       |          |
| 490 | 55-59  | 612         |       |       |       |       |          |
| 859 | 50-54  | 997         |       |       |       |       |          |
| 953 | 45-49  | 1007        |       |       |       |       |          |
| 957 | 40-44  | 1065        |       |       |       |       |          |
| 855 | 35-39  | 949         |       |       |       |       |          |
| 761 | 30-34  | 789         |       |       |       |       |          |
| 842 | 25-29  | 880         |       |       |       |       |          |
| 888 | 20-24  | 863         |       |       |       |       |          |
| 915 | 15-20  | 893         |       |       |       |       |          |
| 894 | 10-14  | 834         |       |       |       |       |          |
| 562 | 5-9    | 556         |       |       |       |       |          |
| 434 | 0-4    | 373         |       |       |       |       |          |

## Склад ради
Рада складається з 26 депутатів та голови.
- Голова ради: Лазуренко Леонід Іванович
- Секретар ради: Гречко Володимир Іванович

### Керівний склад попередніх скликань
| ПІБ                           | Основні відомості                                               | Дата обрання | Дата звільнення |
| ----------------------------- | --------------------------------------------------------------- | ------------ | --------------- |
| Татунь Леонід Григорович      | Міський голова, 1949 року народження                            | 26.03.2006   | 31.10.2010      |
| Теличко Володимир Олексійович | Міський голова, 1957 року народження, освіта вища, безпартійний | 31.10.2010   | 25.10.2015      |
| Лазуренко Леонід Іванович     | Міський голова, 1953 року народження                            | 25.10.2015   |                 |

Примітка: таблиця складена за даними джерела

### Депутати
За результатами місцевих виборів 2015 року депутатами ради стали:

#### За суб'єктами висування
| Суб'єкт висування                                         | Кількість обраних депутатів |
| --------------------------------------------------------- | --------------------------- |
| Партія "Відродження"                                      | 12                          |
| ПАРТІЯ "БЛОК ПЕТРА ПОРОШЕНКА "СОЛІДАРНІСТЬ"               | 9                           |
| Політична партія Всеукраїнське об'єднання «Батьківщина»   | 5                           |
| Політична партія "Сила людей"                             | 4                           |
| Політична партія "Громадянська позиція"                   | 2                           |
| ПОЛІТИЧНА ПАРТІЯ "УКРАЇНСЬКЕ ОБ’ЄДНАННЯ ПАТРІОТІВ – УКРОП | 2                           |

Перелік депутатів Люботинської міської ради
| Прізвище, власне ім'я, (усі власні імена) та по батькові (за наявності) обраного депутата | Рік народ ження | Освіта           | Партійність                                              | Посада                                    | Місце роботи (заняття)                                                 | Місце проживання           | Назва місцевої організації політичної партії, від якої обрано депутата                               |
| Ткаченко Петро Олександрович                                                              | 1958            | Вища             | Безпартійний                                             | Генеральний директор                      | Люботинське ремонтно-будівельне ПрАТ «Ресто»                           | Харківська обл. м.Люботин  | Люботинська міська організація політичної партії "Громадянська позиція"                              |
| Рябовол Олександр Борисович                                                               | 1972            | Вища             | Безпартійний                                             | Начальник транспортно-сировинного відділу | ДП «Укрспирт», Караванське МПД                                         | Харківська обл. м.Люботин  | Люботинська міська організація політичної партії "Громадянська позиція"                              |
| Бутенко Олександр Вікторович                                                              | 1981            | вища             | партія «Сила Людей»                                      | Головний інженер                          | Водопровідно каналізаційне комунальне управління ЛМР                   | Харківська обл. м.Люботин  | Люботинська міська в Харківській області організація політичної партії "Сила людей”                  |
| Альбощий Дмитро Олександрович                                                             | 1982            | вища             | партія «Сила ЛюДей»                                      | Тимчасово не працює                       | Тимчасово не працює                                                    | Харківська обл. м.Люботин  | Люботинська міська в Харківській області організація політичної партії "Сила людей"                  |
| Макаренко Сергій Олексійович                                                              | 1975            | вища             | безпартійний                                             | Фізична особа-підприємець                 | Фізична особа-підприємець                                              | Харківська обл. м.Люботин  | Люботинська міська в Харківській області організація політичної партії "Сила людей"                  |
| Ісаєнко Світлана Володимирівна                                                            | 1989            | вища             | безпартійна                                              | Лікар-психіатр                            | Харківська обласна клінічна психіатрична лікарня №3                    | Харківська обл. м.Люботин  | Люботинська міська в Харківській області організація політичної партії "Сила людей"                  |
| Кислий Сергій Михайлович                                                                  | 1965            | Вища             | Політична партія Всеукраїнське об’єднання «Батьківщина»  | Тимчасово не працює                       | Тимчасово не працює                                                    | Харківська обл., м.Люботин | Люботинська міська партійна організація Всеукраїнського об'єднання "Батьківщина" Харківської області |
| Кудря Ірина Семенівна                                                                     | 1961            | Вища             | Політична партія Всеукраїнське об'єднання «.Батьківщина» | -Начальник відділу                        | Виконком Люботинської міської ради                                     | Харківська обл., м.Люботин | Люботинська міська партійна організація Всеукраїнського об'єднання "Батьківщина" Харківської області |
| Кучеренко Світлана Олександрівна                                                          | 1966            | Вища             | Безпартійний                                             | Фізична особа - підприємець               | Фізична особа - підприємець                                            | М. Харків                  | Люботинська міська партійна організація Всеукраїнського об'єднання "Батьківщина" Харківської області |
| Сергєєва Оксана Володимирівна                                                             | 1977            | Вища             | Політична партія Всеукраїнське об’єднання «Батьківщина»  | Голова правління                          | ОСББ "Надія-20,18"                                                     | Харківська обл., м.Люботин | Люботинська міська партійна організація Всеукраїнського об'єднання "Батьківщина" Харківської області |
| Бабенко Володимир Петрович                                                                | 1959            | Загальна середня | Безпартійний                                             | Пенсіонер                                 | Пенсіонер                                                              | Харківська обл., м.Люботин | Люботинська міська партійна організація Всеукраїнського об'еднання "Батьківщина" Харківської області |
| Куденко Лідія Василівна                                                                   | 1959            | Вища             | Партія "Блок Петра Порошенка "Солідарність"              | Фізична особа-підприємець                 | Фізична особа-підприємець                                              | Харківська обл, м. Люботин | Люботинська міська організація партії "Блок Петра Порошенка "Солідарність"                           |
| Романченко Андрій Михайлович                                                              | 1962            | Вища             | Безпартійний У-                                          | Заступник директора                       | ТОВ «Рециклінг Групп»                                                  | М. Харків                  | Люботинська міська організація партії "Блок Петра Порошенка "Солідарність"                           |
| Татунь Леонід Григорович                                                                  | 1949            | Вища             | Безпартійний                                             | Пенсіонер                                 | Пенсіонер                                                              | Харківська обл, м. Люботин | Люботинська міська організація партії "Блок Петра Порошенка “Солідарність"                           |
| Вдовиця Іван Михайлович                                                                   | 1975            | Вища             | Безпартійний                                             | Головний інженер                          | СПК Люботин 1                                                          | Харківська обл., м.Люботин | Люботинська міська організація партії "Блок Петра Порошенка "Солідарність"                           |
| Яловенко Андрій Леонідович                                                                | 1976            | Вища             | Безпартійний                                             | Начальник                                 | Люботинська дистанція колії                                            | Харківська обл, м. Люботин | Люботинська міська організація партії "Блок Петра Порошенка "Солідарність"                           |
| Волинський Павло Олегович                                                                 | 1972            | Вища             | Безпартійний                                             | Фізична особа-підприємець                 | Фізична особа-підприємець                                              | Харківська обл, м. Люботин | Люботинська міська організація партії. "Блок Петра Порошенка ''Солідарність"                         |
| Мінченко Андрій Павлович                                                                  | 1980            | Вища             | Безпартійний                                             | Начальник                                 | КМС-213                                                                | м. Харків                  | Люботинська міська організація партії "Блок Петра Порошенка "Солідарність"                           |
| Іващенко Олег Вікторович                                                                  | 1968            | Вища             | Партія "Блок Петра Порошенка "Солідарність"              | Заступник директора                       | ООО «ТФ «Надія»                                                        | Харківська обл, м. Люботин | Люботинська міська організація партії "Блок Петра Порошенка "Солідарність"                           |
| Чухен Олег Іванович                                                                       | 1963            | Вища             | Безпартійний                                             | Головний лікар                            | Відділкова лікарня ст. Люботин                                         | Харківська обл, м. Люботин | Люботинська міська організація партії "Блок Петра Порошенка "Солідарність"                           |
| Голтвянський Олег Миколайович                                                             | 1980            | Вища             | Українське об'єднання патріотів "УКРОП"                  | Головний старшина роти                    | Збройні сили України                                                   | Харківська обл. м. Люботин | Люботинська міська організація політичної партії "Українське об'єднання патріотів "УКРОП"            |
| Міщенко Олександр Вікторович                                                              | 1988            | Вища             | Українське об'єднання патріотів "УКРОП                   | Тимчасово не працює                       | Тимчасово не працює                                                    | Харківська обл. м. Люботин | Люботинська міська організація політичної партії "Українське об'єднання патріотів "УКРОП"            |
| Гільова Лариса Василівна                                                                  | 1961            | Вища             | партія "Відродження"                                     | Секретар ради                             | Люботинська міська рада                                                | Харківська обл., м.Люботин | Люботинська міська організація партії "Відродження"                                                  |
| Устоєв Акбаралі Давлятьорович                                                             | 1970            | Вища             | Безпартійний                                             | Начальник.                                | Люботинське комунальне житлове ремонтно-експлуатаційне підприємство    | Харківська обл., м.Люботин | Люботинська міська організація партії "Відродження"                                                  |
| Кандаурова Олена Василівна                                                                | 1963            | Вища             | Безпартійний                                             | Головний лікар                            | Комунальне підприємство "Люботинська центральна міська лікарня"        | Харківська обл., м.Люботин | Люботинська міська організація партії "Від- , родженая"                                              |
| Гречко Володимир Іванович                                                                 | 1962            | Вища             | Безпартійний                                             | Тимчасово не працює                       | Тимчасово не працює                                                    | Харківська обл., м.Люботин | Люботинська міська організація партії "Відродження"                                                  |
| Дем’янко Ганна Вікторівна                                                                 | 1969            | Вища             | Безпартійний                                             | Вчитель                                   | Люботинська загаль- носвітня школа №4                                  | Харківська обл., м.Люботин | Люботинська міська організація партії "Відродження"                                                  |
| Малік Володимир Геннадійович                                                              | 1963            | Вища             | Безпартійний                                             | Перший заступник міського голови          | Виконавчий комітет Люботинської Міської ради                           | Харківська обл., м.Люботин | Люботинська міська організація партії "Відродження"                                                  |
| Ольховський Сергій Валентинович                                                           | 1959            | Вища             | Безпартійний                                             | Директор                                  | Товариство обмеженої відповідальності" Світлана"                       | Харківська обл., м.Люботин | Люботинська міська організація партії "Відродження"                                                  |
| Середа Артем Вадимович                                                                    | 1995            | Загальна середня | партія "Відродження"                                     | Студент                                   | Харківський національний університет ім. В. Каразина                   | Харківська обл., м.Люботин | Люботинська міська організація партії "Відродження"                                                  |
| Гиренко Володимир Миколайович                                                             | 1972            | Вища             | Безпартійний                                             | Директор                                  | Комунальне підприємство "Ритуал"                                       | Харківська обл., м.Люботин | Люботинська міська організація партії "Відродження"                                                  |
| Кириленко Микола Петрович                                                                 | 1954            | Вища             | Безпартійний                                             | Пенсіонер                                 | Пенсіонер                                                              | Харківська обл., м.Люботин | Люботинська міська організація партії "Відродження"                                                  |
| Микитенко Марина Юріївна                                                                  | 1988            | Вища             | Безпартійний                                             | Директор                                  | Люботинський міський центр соціальних служб для сім'ї, дітей та молоді | Харківська обл., м.Люботин | Люботинська міська організація партії "Відродження"                                                  |
| Сивицька Віра Михайлівна                                                                  | 1949            | Вища             | партія "Відродження"                                     | Директор                                  | Люботинська спеціалізована школа-інтернат "Дивосвіт"                   | Харківська обл., м.Люботин | Люботинська міська організація партії "Відродження"                                                  |

## Цікаві факти
15 березня 2019 року буівля Люботинської міської ради була замінована, проте жодних небезпечних предметів вибухотехніки не виявили, а поліція з'ясувала, що неправдиве повідомлення зробила місцева 62-річна жителька.